# La Révolution non violente
La Révolution non-violente (titre original : Why we can't wait, littéralement « Pourquoi nous ne pouvons pas attendre ») est un essai sur le mouvement non-violent contre la ségrégation raciale aux États-Unis, et plus particulièrement sur la campagne de Birmingham de 1963, écrit par Martin Luther King et publié par Harper & Row en juillet 1964.

## Résumé

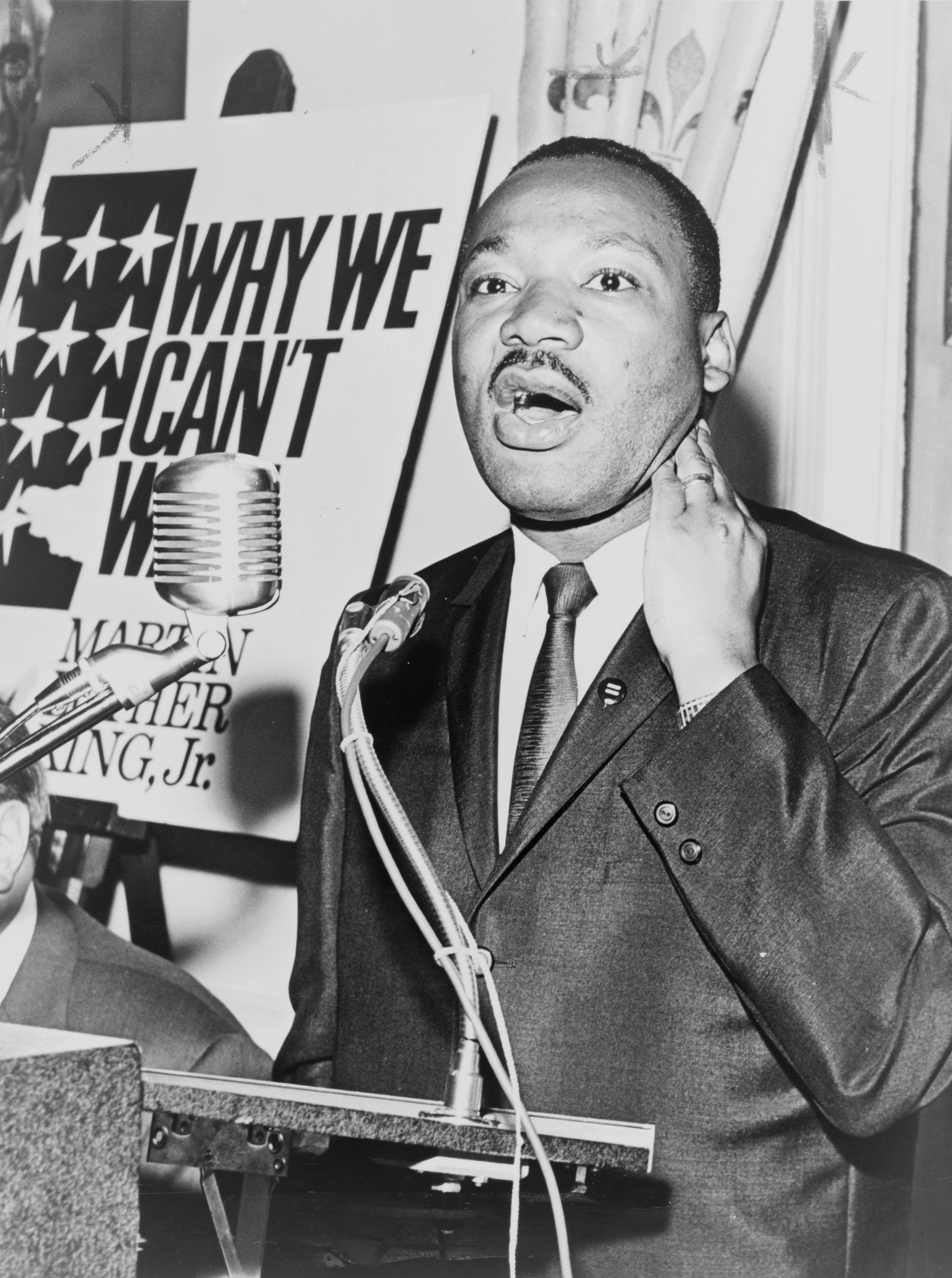
King lors d'une conférence de presse le 8 juin 1964.

Cet ouvrage montre de l’intérieur les actions menées par Martin Luther King lors de ce qui a été appelé la « révolution noire » non-violente, durant l’année 1963.
King insiste sur l'importance de la fin de la haine, de l'intolérance et de la violence aux États-Unis
.
Le livre suit l’auteur dans la célèbre marche sur Washington, ou encore devant le fronton du Sénat où sera votée la loi sur les libertés civiques.
Il est traduit en de nombreuses langues.

## Réception
Le livre a contribué à faire connaître la lutte pour les droits civiques à Birmingham  aux publics nationaux et internationaux.